# Morella cacuminis
Morella cacuminis är en porsväxtart som först beskrevs av Nathaniel Lord Britton och Percy Wilson, och fick sitt nu gällande namn av Berazaín, Falcón. Morella cacuminis ingår i släktet Morella och familjen porsväxter. Inga underarter finns listade i Catalogue of Life.